# Kebede Balcha
Kebede Balcha (7 settembre 1951 – Toronto, 10 luglio 2018) è stato un maratoneta etiope.

## Biografia
Ha rappresentato l'Etiopia ai Giochi olimpici estivi di Mosca 1980.
Nel 1999 chiese ed ottenne asilo politico al Canada, dove visse sino alla morte avvenuta nel 2018 a causa di una malattia.

## Palmarès

### Mondiali
- 1 medaglia:
  - 1 argento (Helsinki 1983 nella maratona)

### Giochi panafricani
- 1 medaglia:
  - 1 bronzo (Nairobi 1987 nella maratona)

### Campionati africani
- 2 medaglie:
  - 1 oro (Dakar 1979 nella maratona)
  - 1 argento (Il Cairo 1985 nella maratona)

## Altre competizioni internazionali
1977
- Oro alla Maratona di Atene ( Atene) - 2h14'40"
- Bronzo alla Essonne Marathon ( Évry) - 2h16'46"
- Argento alla Maratona di Addis Abeba ( Addis Abeba) - 2h20'46"

1979
- Oro alla Maratona di Montréal ( Montréal) - 2h11'35"

1980
- Oro alla Maratona di Addis Abeba ( Addis Abeba) - 2h20'14"

1981
- Oro alla Maratona di Montréal ( Montréal) - 2h11'11"
- Argento alla Stramilano ( Milano) - 1h04'53"
- Oro alla San Blas Half Marathon ( Coamo) - 1h03'39"
- 5º alla Cinque Mulini ( San Vittore Olona) - 30'13"

1982
- Oro alla San Blas Half Marathon ( Coamo) - 1h03'44"

1983
- 4º alla Maratona di Londra ( Londra) - 2h11'32"
- 6º alla Maratona di Tokyo ( Tokyo) - 2h12'07"
- Oro alla Maratona di Montréal ( Montréal) - 2h10'03"

1984
- Argento alla Maratona di Francoforte ( Francoforte sul Meno) - 2h11'40"
- Argento alla Maratona di Addis Abeba ( Addis Abeba) - 2h18'28"

1985
- Argento alla Maratona di Tokyo ( Tokyo) - 2h12'01"
- Oro alla Maratona di Montréal ( Montréal) - 2h12'39"
- 20º alla Maratona di Fukuoka ( Fukuoka) - 2h17'36"

1986
- 11º alla Maratona di Tokyo ( Tokyo) - 2h14'11"
- Bronzo alla Maratona di Addis Abeba ( Addis Abeba) - 2h16'45"

1987
- 46º alla Maratona di Fukuoka ( Fukuoka) - 2h20'24"

1988
- 6º alla Maratona di Rotterdam ( Rotterdam) - 2h12'04"
- 10º alla Maratona di Fukuoka ( Fukuoka) - 2h12'55"

1992
- 7º alla Maratona di Melbourne ( Melbourne) - 2h19'06"